# Dolichotachina cuthbertsoni
Dolichotachina cuthbertsoni är en tvåvingeart som beskrevs av Boris Borisovitsch Rohdendorf 1935. Dolichotachina cuthbertsoni ingår i släktet Dolichotachina och familjen köttflugor.
Artens utbredningsområde är Zimbabwe. Inga underarter finns listade i Catalogue of Life.